# باسكال مونكام
باسكال مونكام (1930 - 27 فبراير 2021) كان رجل أعمال كاميروني. كان يمتلك سلسلة فنادق لا فالايسي بشكل خاص وكان أبًا لـ 16 طفلاً.

## السيرة الشخصية
ولد مونكام في قرية باكاسا في مقاطعة هوت نكام إلى نجانو ولوكام مونكام، وكلاهما من الفلاحين. فقد والده في سن مبكرة للغاية وعاش مع شقيقه ميشال في دوالا.
أسس منكم شركة منشآت مونكم في أوائل الستينيات. وقد منحه والد زوجته قرضًا بقيمة 300.000 فرنك من إفريقيا الوسطى ليتمكن من شراء أول فندق له «كوين دو بلايزير». في عام 1972 أسس سلسلة الفنادق لا فالايسي، وبدأها في حي دوالا الراقي في بونانجو، حيث كان المستعمرون الفرنسيون السابقون لا يزالون يعيشون. كما أنه سيفتح فنادق دوالا في أكوا وبونابريسو فيما بعد في بافانغ وياوندي. افتتح مواقع أخرى في جنوب إفريقيا، بما في ذلك برجين توأمين يحملان اسمه وثلاثة فنادق في بريتوريا.
بصرف النظر عن حياته العملية، كان مونكام متعدد الزوجات، وله خمس زوجات: جين وجاكلين وجانيت ودوروثي وشانتال. أنجب ستة عشر طفلاً، بما في ذلك عضو نقابة المحامين في باريس ولندن آلان كريستيان مونكام.
في عام 2019 منح رئيس الكاميرون بول بيا مونكام وسام الشجاعة الكبير.
في عام 2021 نُقل مونكام إلى جنوب إفريقيا كجزء من عملية إخلاء طبي وتم وضعه على جهاز التنفس الصناعي. في 18 فبراير انتشرت شائعات عن وفاته في جميع أنحاء الكاميرون من قبل العديد من وسائل الإعلام. بعد ساعات تم فضح هذه الشائعات من قبل ابنه آلان كريستيان ومن قبل راديو وتلفزيون الكاميرون.
توفي باسكال مونكام في 27 فبراير 2021 في جنوب إفريقيا عن عمر يناهز 90 عامًا.